# Friperie

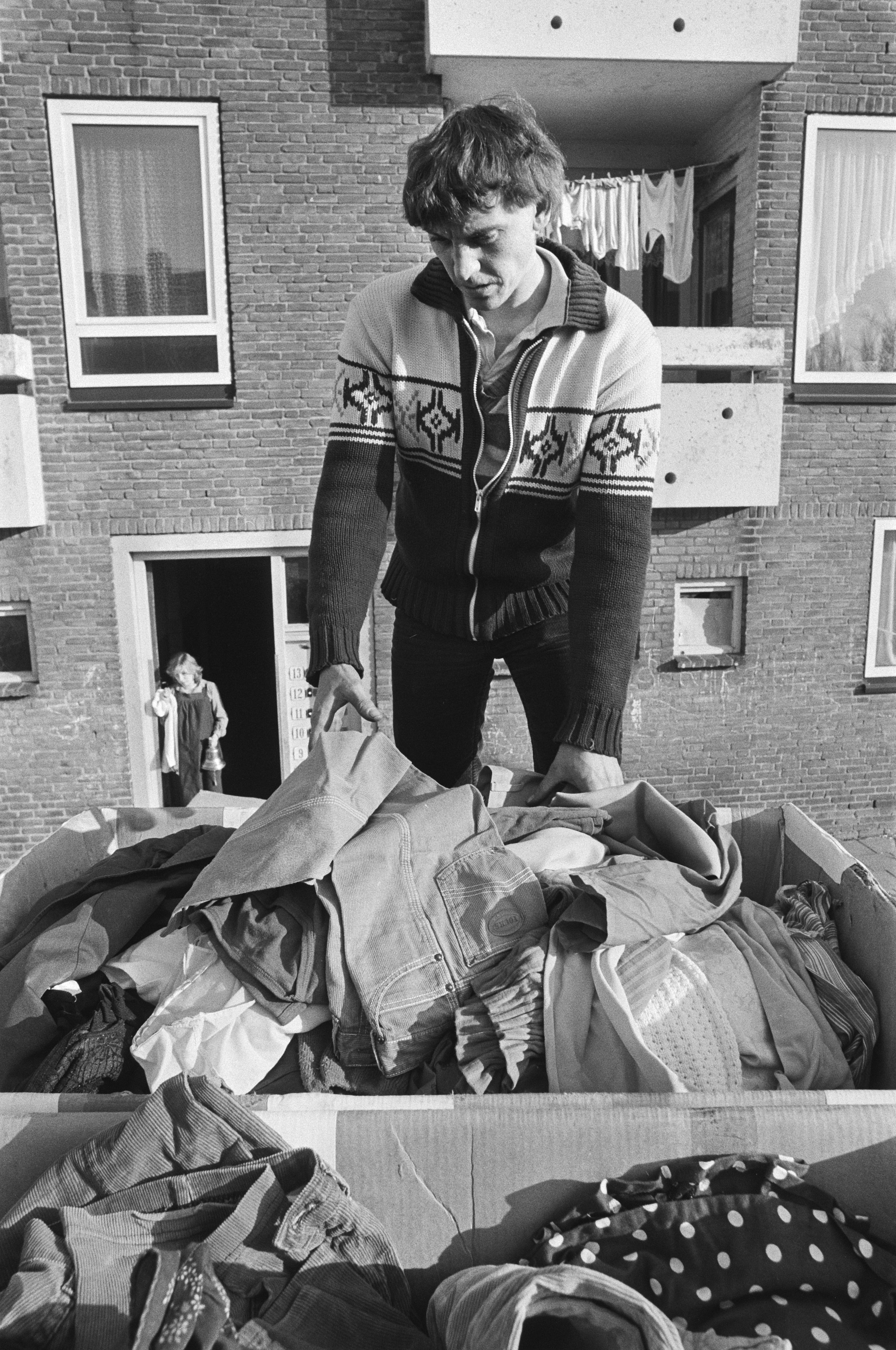
Un chiffonnier aux Pays-Bas en 1982.

Une friperie est un commerce de détail qui vend des vêtements d'occasion, les fripes (de l'ancien français frepe, « chiffon », issu du bas latin faluppa, « fibre, petite chose sans valeur »). Par métonymie, la fripe désigne la revente des vêtements et, par extension, des objets ayant déjà servi.

## Fonctionnement

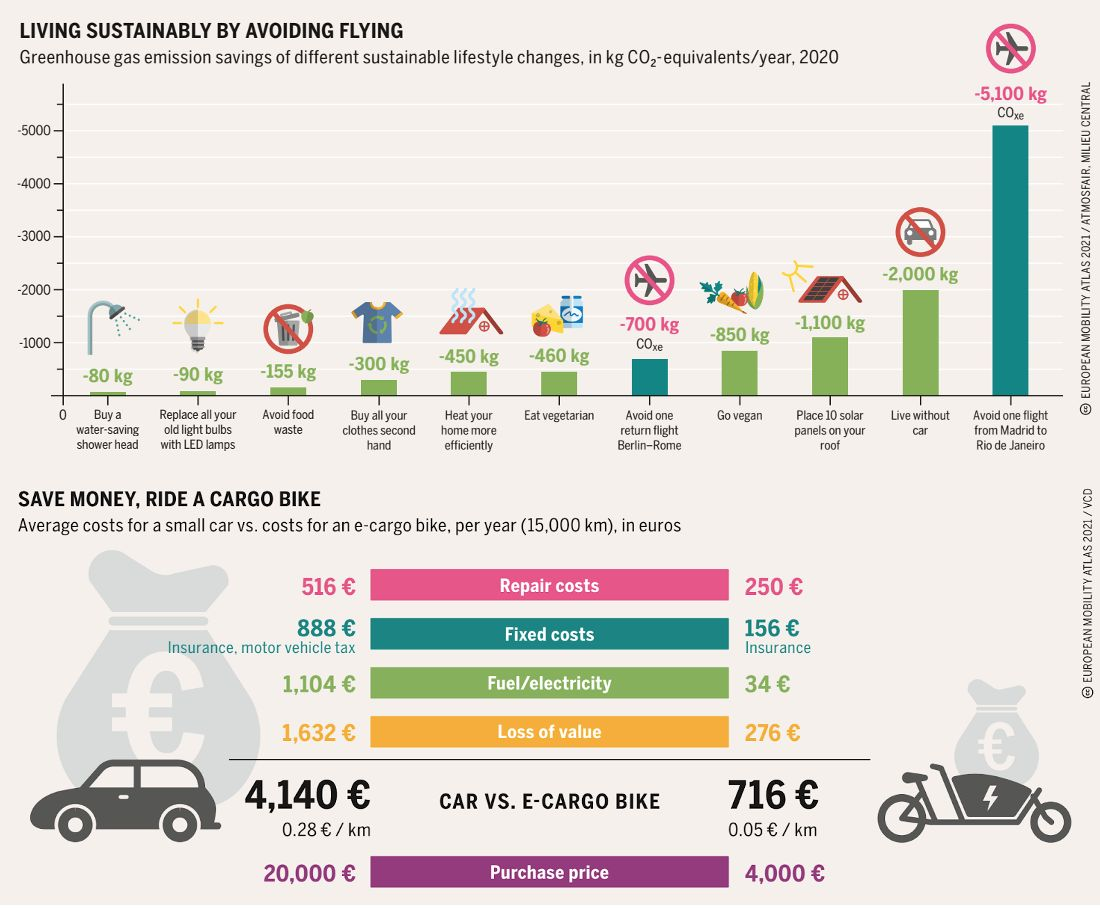
Économies d'émissions de gaz à effet de serre associées à différents changements de mode de vie (en kg équivalent par an).

Certaines friperies sont tenues par des organismes caritatifs, les vêtements provenant des dons des particuliers. La collecte, le tri, les éventuelles réparations et la mise en vente des vêtements peuvent être assurés par une entreprise de réinsertion sociale.
D'autres fonctionnent sur le principe du dépôt-vente, les vêtements sont apportés par des particuliers et la friperie leur tient lieu d'intermédiaire commercial.
Enfin, certaines achètent les vêtements, généralement au poids, lors de déstockages d'usines ou de magasins traditionnels (faillites, fins de série, soldes invendus, etc.).
Outre les bas prix pratiqués dans ces magasins, leur intérêt réside dans le fait qu'il est possible d'y trouver des vêtements vintage.
L'achat de vêtements de seconde main en friperie, permet de réduire l'empreinte carbone.

## Histoire

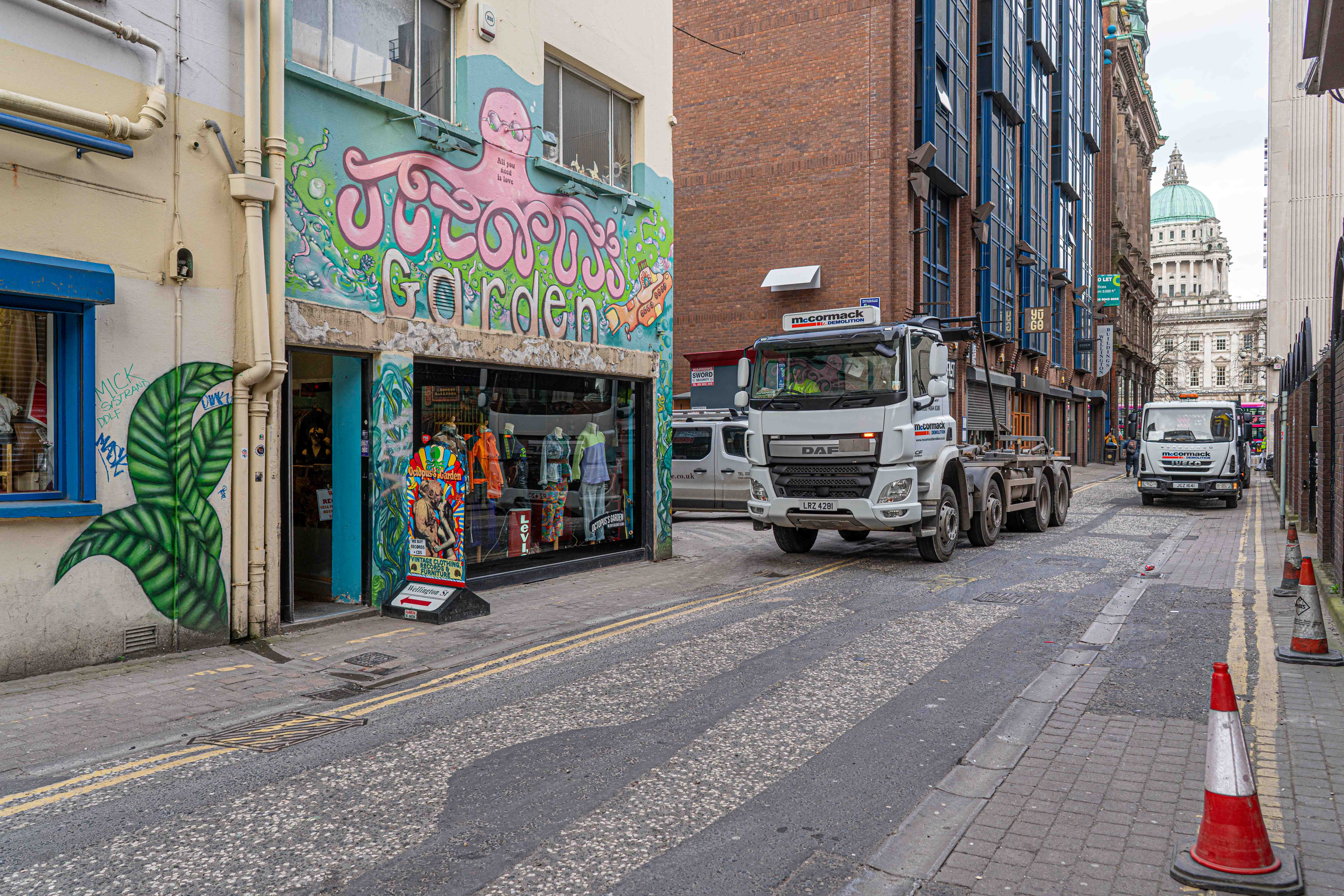
Friperie vintage à Belfast en 2019.

Historiquement, les origines de la friperie remontent au Moyen-Âge. À cette époque, seules les personnes riches, liées à la noblesse ou à la riche bourgeoisie, avaient les moyens financiers pour s’offrir assez régulièrement des vêtements neufs. Le reste de la population achetait rarement des vêtements neufs par manque de moyens. Les friperies naissent de cette demande de la population pour se vêtir sans débourser de fortes sommes que la plupart ne pouvaient procurer. Les friperies sont alimentées par les anciens vêtements que les classes sociales les plus aisées ne portaient plus ou encore par les malles de vêtements des défunts et autres bouts de tissus qui servaient à combler les trous présents dans les vêtements usés par le temps.
En 1266 à Florence, la corporation de vente au détail accueillait les marchands de ventes d’occasions. Il y avait régulièrement des conflits entre les gens du « neuf » et de « l’usagé ».
En France, la guilde des fripiers est méprisée car leur commerce est très rentable. Ils sont accusés de vendre trop cher les vêtements d'occasion, découler des marchandises volées. Étant associé aux pauvres et criminels ils entretiennent une mauvaise image. Au XIIIe siècle, les fripiers parisiens cherchent à corriger leur mauvaise image en faisant homologuer leurs statuts, prouvant que leur monde artisanal était bien ordonné.

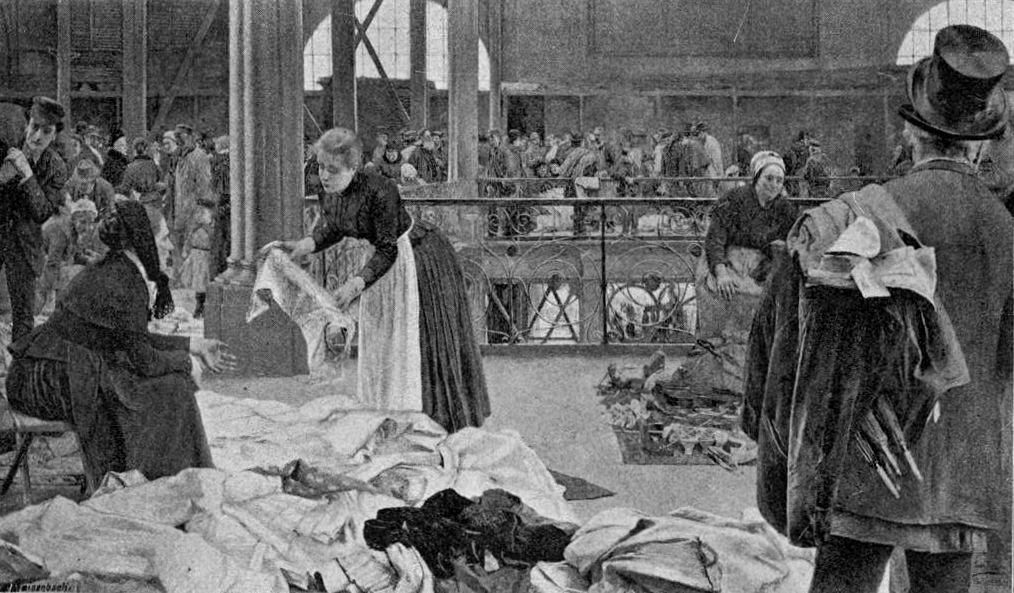
Friperie au Carreau du Temple à Paris, gravure du Palais des Glaces de Munich, 1891.

La fripe n’a pas toujours été catégorisée comme étant destinée aux personnes n’ayant pas assez de moyens financiers.
En effet, au XVe siècle, la population issue de l’aristocratie aime décorer ses vêtements avec des bouts de tissus sur les extrémités. Seuls les aristocrates le faisaient car ils avaient le luxe de se permettre de découper leurs habits contrairement au reste de la population.
La friperie connaît un développement et un essor au niveau continental au XVIe siècle. À cette époque, Paris est le point de transit de tous les vêtements. Les vêtements mis à la vente dans les friperies sont donc envoyés à Paris d'où, par la suite, ils sont distribués dans les différents pays européens.
Les Juifs, exclus des corporations de métiers jusqu'à leur abolition en 1789, sont confinés dans plusieurs métiers comme la friperie, le prêt sur gage et le commerce des chevaux.
Au XIXe siècle, le commerce de fripier se spécialise alors que les siècles précédents, il ne se distingue pas du brocanteur. La confection mécanique et standardisée du prêt à porter ne se développant qu'à partir de 1850, le vêtement doit longtemps être constamment reprisé, reteint ou retaillé.
Les fripiers en boutique se distinguent des fripiers étaliers vendant dans la rue, comme dans le Carreau du Temple, haut lieu de la fripe. Ils s'approvisionnent principalement auprès des hôpitaux, monts de piété, ministère de la Guerre (uniformes au rebut qui doivent être dégradés) ou morgue. Avec la montée de l'hygiénisme, les fripes (le terme marché aux puces est révélateur à cet égard) sont désinfectées dans des batteries d'étuves.
À partir de 1880 pour le vêtement masculin, 1900 pour le vêtement féminin, la friperie est concurrencée par les habits confectionnés bon marché et devient fréquentée par la bourgeoisie, les artistes ou étudiants qui viennent s'y encanailler et rechercher de bonnes affaires. La friperie connaît un renouveau dans les années 1960 pour détourner les uniformes militaires (contestation des guerres coloniales) et s'extraire de l'uniformité du prêt-à-porter (contestation commerciale). La friperie connaît une nouvelle vie avec les amoureux du vintage et les partisans de la seconde-main qui luttent contre la fast fashion et pour l’écologie.

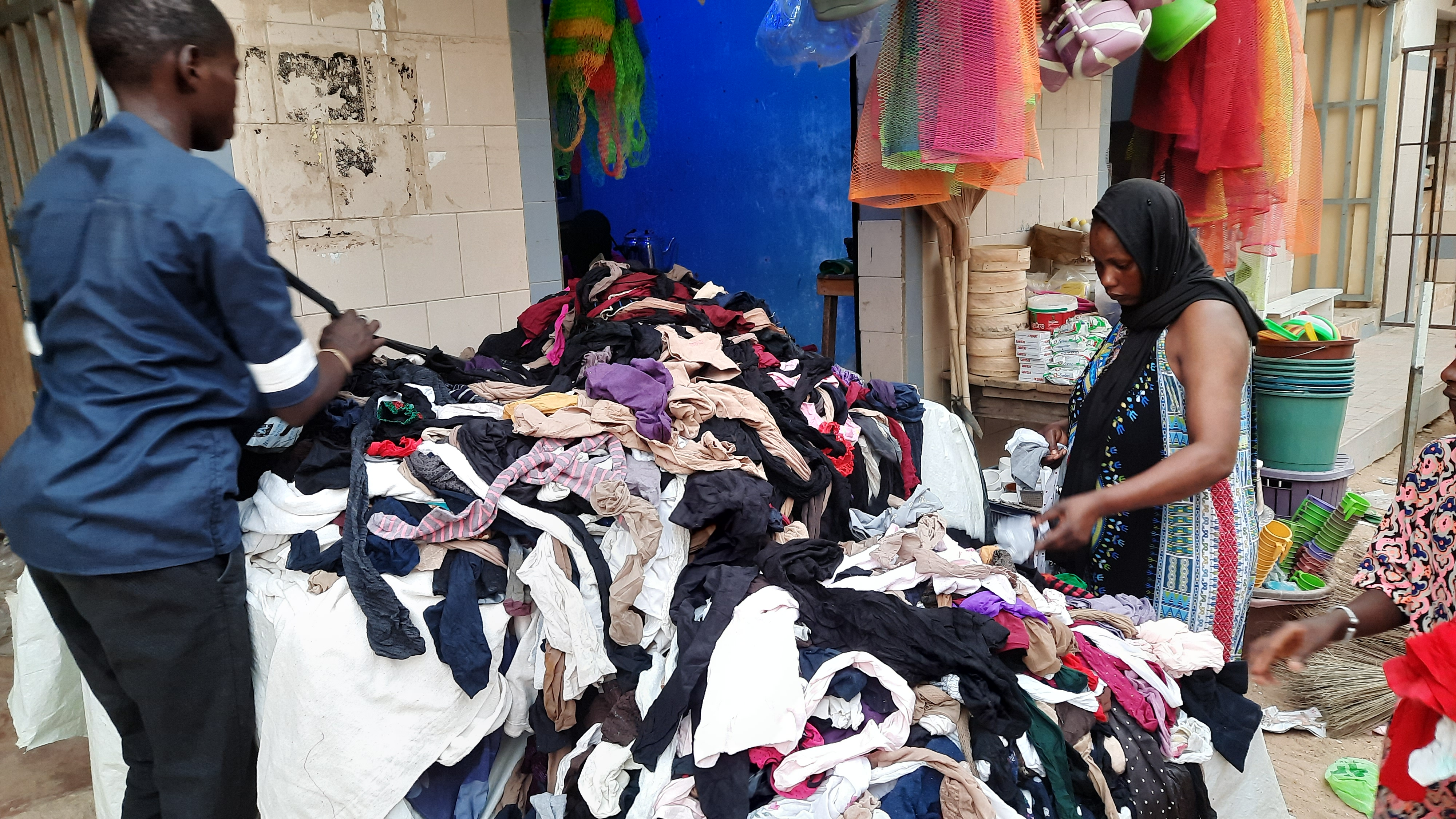
Friperie au Sénégal en 2022.

Dans l'empire colonial français, le commerce de la fripe se développe dès le XIXe siècle auprès d'une clientèle citadine, encore peu nombreuse, attirée par les modes européennes sans avoir le pouvoir d'achat correspondant. En 1860, l'Algérie représente 5% des exportations de fripe française, loin derrière l'Italie et l'Allemagne. Après les indépendances africaines, les nouveaux États tentent de développer leur propre industrie textile mais elle ne suffit pas aux besoins croissants des habitants : les fripes, d'abord collectées en Europe par des associations caritatives, deviennent l'objet d'un commerce international bien que certains pays comme le Nigéria s'efforcent de les interdire. À Dakar, on compte une dizaine de fripiers vers 1980, une quinzaine en 1990 ; le trafic culmine dans les années 1990 mais décline au tournant des années 2000 au Sénégal sous l'effet de la concurrence des vêtements chinois à bon marché. Il se maintient en Côte d'Ivoire où le marché de Kouté à Yopougon, autogéré par un collectif de jeunes locaux, attire des centaines de marchands itinérants venus du reste du pays et du Ghana.